# Adolph Benda
Friedrich Gottlieb Adolph Benda; (* 12. Juni 1825; † nach 5. November 1880, aber vor 20. März 1884,) „recte Schmidt“, war ein deutscher Opernsänger (lyrischer Tenor). Er selbst bezeichnete sich als Großherzoglicher Opernsänger und Schauspieler, heimatberechtigt in Weimar.

## Leben

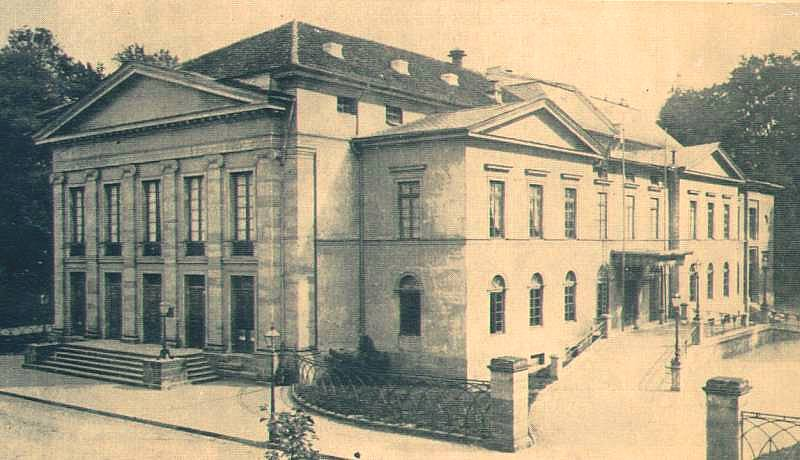
Das Meininger Hoftheater 1831–1908

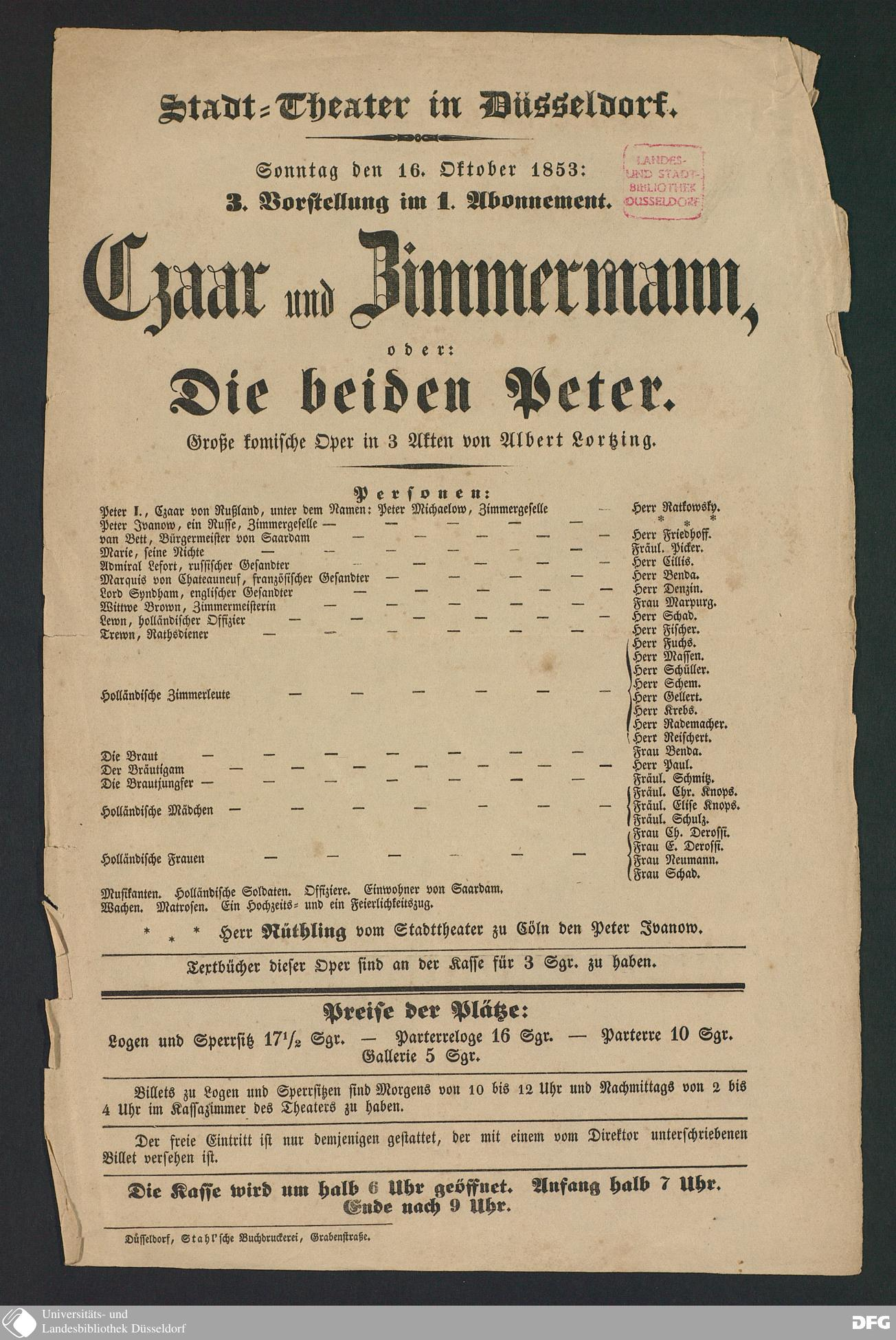
Herr Benda, Frau Benda, Stadt-Theater Düsseldorf 1853

Adolph Benda, Stadt-Theater Düsseldorf 1854

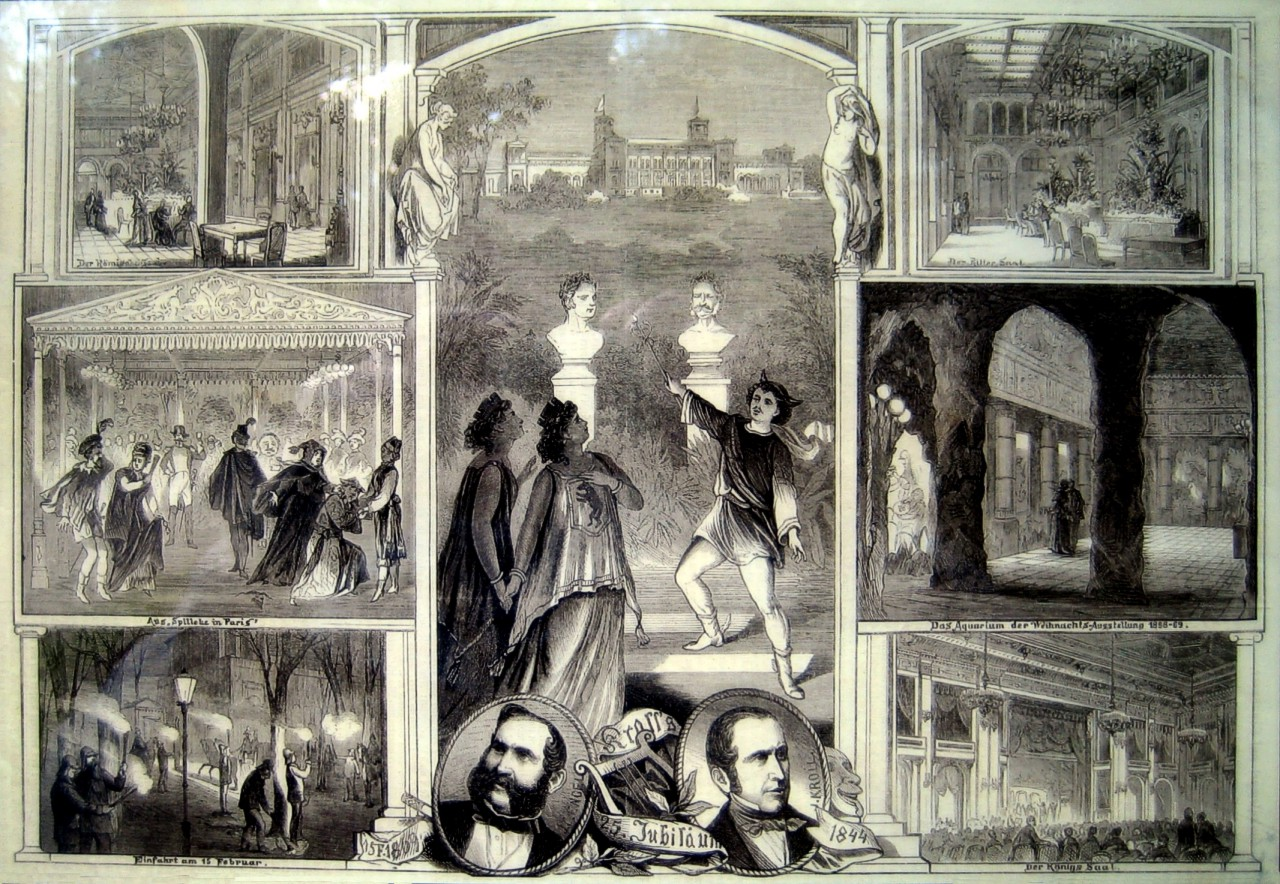
Krolloper Berlin, Plakat zum 25. Jubiläum 1869

Adolph Benda war der Sohn des Schauspielers Carl (August) Schmidt, zuletzt Hofschauspieler in Dresden; seine Mutter, die Schauspielerin  Amalia Carolina Louisa Benda, war eine Enkelin des Komponisten Georg Anton Benda und die Tochter des Benda-Sohnes Hermann Christian Benda, Sänger und Schauspieler am Weimarer Hoftheater unter Goethe. Wo Adolph Benda aufgewachsen ist und von wem er ausgebildet wurde, ist nicht bekannt, er scheint aber in enger Beziehung zu der Schauspieler-Familie Friedrich Heinrich Limbach gestanden zu haben, deren älteste Tochter er 1856 heiratete – da waren seine Eltern bereits verstorben. Susanna Limbach (1827–1912), Sängerin und Schauspielerin, ist auch als „Frau Benda“ auf Theaterzetteln nachweisbar, teilweise neben ihrem Partner Adolph Benda, der manchmal auch zusammen mit ihrer Schwester Luise Limbach auftrat, einer bekannten Opern- und Operettensängerin.
Adolph Bendas Bühnenlaufbahn lässt sich anhand von Theater-Almanachen sowie Zeitungsmagazinen (bei Google Books) etwa von 1840 bis 1865 quer durch den deutschsprachigen Raum verfolgen: u. a.  Stadttheater Erfurt, Fürstliches Schauspielhaus Rudolstadt, Stadttheater Göttingen, Brandenburger Theater, Theater Amalienbad (bei Morsleben), Herzogliches Hoftheater Meiningen,  Herzogliches Hoftheater Dessau, Stadttheater in Frankfurt (Oder), Theater Memel, Theater Elbing, Stadttheater Danzig, Stadttheater Lübeck, Stadttheater Düsseldorf, Stadttheater Frankfurt am Main,  Stadttheater Magdeburg,  Stadttheater Riga,  Krolloper Berlin,  Stadttheater Stettin, Stadttheater Rostock, Stadttheater  Freiburg im Breisgau. Er soll eine „besondere Methode“ des Vortrags und eine sehr angenehme Tenor-Kopfstimme gehabt haben.
1900 wanderten Susanna Benda († 1912 in Houston/Texas) und Tochter Josephina Maria Louise Benda-Baranyai (* 1854), Sprach- und Musikpädagogin, sowie Enkeltochter Ilona B. Benda (* 1884), Journalistin und Autorin, von Berlin über Hamburg in die USA aus (27. Juni 1900 mit HAPAG-Dampfer Belgravia).

## Repertoire (Auswahl)
- Tonio in Marie, die Regimentstochter von Gaetano Donizetti
- Johann in Johann von Paris von François-Adrien Boieldieu
- Sever in Norma von Vincenzo Bellini
- Barbarino in Alessandro Stradella von Friedrich von Flotow
- Peter Ivanow und Marquis von Chateauneuf in Zar und Zimmermann von Albert Lortzing
- Lyonel in Martha von Friedrich von Flotow
- Gustav in Gustav der Dritte von Daniel-François-Esprit Auber
- Gustav in Die beiden Schützen von Albert Lortzing
- George Brown in Die weiße Dame von François-Adrien Boieldieu
- Graf Almaviva in Der Barbier von Sevilla von Gioachino Rossini
- Remorino in Der Liebestrank von Gaetano Donizetti
- Hüon in Oberon von Carl Maria von Weber
- Lorenzo in Fra Diavolo von Daniel-François-Esprit Auber
- Don Oktavio in Don Juan von Wolfgang Amadeus Mozart
- Alfon in Die Stumme von Portici von Daniel-François-Esprit Auber
- Max in Der Freischütz von Carl Maria von Weber
- Basilio in Figaros Hochzeit von Wolfgang Amadeus Mozart
- Reimbeau in Robert der Teufel von Giacomo Meyerbeer
- Florestan  in Fidelio von Ludwig van Beethoven
- Walther von der Vogelweide  in Tannhäuser von Richard Wagner
- Erik in Der fliegende Holländer von Richard Wagner
- Veit in Undina von Albert Lortzing
- Urbain in Die Hugenotten von Giacomo Meyerbeer
- Tamino in Die Zauberflöte von Wolfgang Amadeus Mozart